# 二裂棘豆
二裂棘豆（学名：Oxytropis biloba），为豆科棘豆属下的一个植物种。